# 션 오설리반
션 다니엘 오설리반(Sean Daniel O'Sullivan, 1987년 9월 1일 ~ )은 미국의 야구 선수이자 워싱턴 내셔널스의 투수이다.

## 미국 프로야구 시절
2009년에 LA 에인절스에 입단하였다.

## 한국 프로야구 시절

### 넥센 히어로즈시절
2017년부터 스콧 맥그레거를 대체할 외국인 투수로 영입되었다. 스프링캠프에서 부진한 모습을 보였으나 연습경기에서 호투하며 기대를 불러일으켰다. 하지만 2017년 4월 1일 한국 데뷔 첫 경기에 선발로 등판하여 5이닝 7실점으로 좋지 않은 모습을 보이며 패전 투수가 됐다. 이 경기 이후 1군에서 말소되었고, 2군에서는 승리투수를 한 차례 기록하였으나 인상적인 활약이 아니었고 1군에서 10점대의 평균자책점으로 좋지 못했다. 결국 5월 3일 웨이버 공시되어 방출되면서 2017시즌 외국인 선수 1호 퇴출 선수가 되었다. 그의 대체 용병으로는 제이크 브리검이 영입되었다.

## 미국 프로야구 복귀
2017년에 워싱턴 내셔널스 산하 마이너 팀에 입단하였다.